# Leptocereus arboreus
Leptocereus arboreus es una especie de planta fanerógama de la familia Cactaceae. Es endémica de Cuba e islas del Caribe. Es una especie muy rara en la vida silvestre.

## Descripción
Leptocereus arboreus crece en forma de árbol con numerosas ramas erectas y alcanzando un tamaño de 5-8 metros de altura y  un diámetro de 30 cm y una cepa más. La parte trasera cónica de su base es de 30 a 100 centímetros de largo. Las secciones más largas alcanzan diámetros de 3,5 a 6 cm. Tiene de 4 a 56 delgadas y estrechas, y ligeramente entalladas costillas disponibles. Las areolas con un máximo de diez espinas perennes en forma de aguja, de color amarillento  de hasta 5 centímetros de largo. Las flores son blanquecinas en forma de campana y miden hasta 3 cm de largo.  Los frutos son elipsoidales densos amarillentos y espinosos de hasta 10 cm de largo y tiene un diámetro de 6 cm.

## Taxonomía
Lepismium arboreus fue descrita por  Britton & Rose y publicado en Torreya 12: 15. 1912.
Etimología
Leptocereus: nombre genérico compuesto por el adjetivo griego "λεπτός" (leptos) = delgado y Cereus y de refiere a las delgadas nervaduras de la planta.
arboreus epíteto latino que significa "con forma de árbol".
Sinonimia
- Cereus arboreus (Britton & Rose) Vaupel	[4]